# Sân vận động Công cộng Chungju
Sân vận động Công cộng Chungju (tiếng Hàn Quốc: 충주공설운동장) là một khu liên hợp thể thao và sân tập luyện ở Chungju, Hàn Quốc. Sân vận động có sức chứa khoảng 15.000 người và được khánh thành vào năm 1979. Sân được sử dụng chủ yếu cho các trận đấu bóng đá và điền kinh.
Đây là sân nhà của Chungju Hummel FC thuộc K League Challenge từ năm 2010 đến năm 2016.